# Polia malchani
Polia malchani is een vlinder uit de familie uilen (Noctuidae). De wetenschappelijke naam is voor het eerst geldig gepubliceerd in 1934 door Draudt.
De soort komt voor in Europa.